# Florencia Busquets
Pour les articles homonymes, voir Busquets.
Florencia Busquets est une joueuse argentine de volley-ball née le 27 juin 1989 à Remedios de Escalada. Elle mesure 1,92 m et joue au poste de centrale. Elle totalise 64 sélections en équipe d'Argentine.

## Clubs
| Club                  | De        | À         |
| --------------------- | --------- | --------- |
| Ferro Carril Oeste    | 2006-2007 | 2006-2007 |
| C.A. River Plate      | 2007-2008 | 2009-2010 |
| Bell Vóley            | 2010-2011 | 2010-2011 |
| Deportivo Géminis     | 2011-2012 | 2011-2012 |
| Sporting Cristal      | 2012-2013 | 2012-2013 |
| CS Volei Alba-Blaj    | 2013-2014 | 2013-2014 |
| VB Franches-Montagnes | 2014-2015 | 2014-2015 |
| C.A. Boca Juniors     | 2015-2016 | 2015-2016 |
| VB Franches-Montagnes | 2016-2017 | 2016-2017 |
| C.A. Boca Juniors     | 2018-2018 | ...       |

## Palmarès

### Équipe nationale
- Championnat d'Amérique du Sud
  - Finaliste : 2009, 2011, 2013.

### Clubs
- Championnat d'Argentine
  - Finaliste : 2011, 2016.
- Championnat du Pérou
  - Vainqueur : 2012.